# Anhydrophryne rattrayi
Anhydrophryne rattrayi é uma espécie de anfíbio da família Petropedetidae.
É endémica da África do Sul.
Os seus habitats naturais são: florestas temperadas e campos de gramíneas de clima temperado.
Está ameaçada por perda de habitat.